# Município de Hanover (condado de Licking, Ohio)
O município de Hanôver (em inglês: Hanôver Township) é um município localizado no condado de Licking no estado estadounidense de Ohio. No ano de 2010 tinha uma população de 2 705 habitantes e uma densidade populacional de 41,7 pessoas por km².

## Geografia
O município de Hanôver encontra-se localizado nas coordenadas 40° 03′ 47″ N, 82° 14′ 05″ O. Segundo o Departamento do Censo dos Estados Unidos, o município tem uma superfície total de 64.87 km², da qual 63,78 km² correspondem a terra firme e (1,68 %) 1,09 km² é água.

## Demografia
Segundo o censo de 2010, tinha 2 705 pessoas residindo no município de Hanôver. A densidade populacional era de 41,7 hab./km².